# Liste des députés européens des Pays-Bas de la 4e législature
Cet article présente la liste des députés européens élus aux Pays-Bas de la mandature 1994-1999, élus lors des élections européennes de 1994 aux Pays-Bas.
| Nom                          | Parti                                | Groupe parlementaire européen | Dates                                |
| ---------------------------- | ------------------------------------ | ----------------------------- | ------------------------------------ |
| Hedy d'Ancona                | Parti travailliste                   | PSE                           | 19 juillet 1994 – juillet 1999       |
| Jan-Willem Bertens           | Démocrates 66                        | ELDR                          | 24 juillet 1989 – 20 juillet 1999    |
| Leonie van Bladel            | Parti travailliste                   | PSE                           | 19 juillet 1994 – 20 juillet 1999    |
| Johannes Blokland            | Ligue politique réformée             | EN/I-EN                       | 19 juillet 1994 – 14 juillet 2009    |
| Johanna Boogerd-Quaak        | Démocrates 66                        | ELDR                          | 5 February 2003 – 20 juillet 2004    |
| Laurens Jan Brinkhorst       | Démocrates 66                        | ELDR                          | 19 juillet 1994 – 8 juin 1999        |
| Frits Castricum              | Parti travailliste                   | PSE                           | 19 juillet 1994 – 20 juillet 1999    |
| Pam Cornelissen              | Appel chrétien-démocrate             | PPE                           | 24 juillet 1984 – 20 juillet 1999    |
| Rijk van Dam                 | Fédération politique réformatrice    | EN/I-EN                       | septembre 1997 – 20 juillet 2004     |
| Piet Dankert                 | Parti travailliste                   | PSE                           | 19 juillet 1994 – 20 juillet 1999    |
| Nel van Dijk                 | Gauche verte                         | Verts                         | janvier 1987 – 1er septembre 1998    |
| Doeke Eisma                  | Démocrates 66                        | ELDR                          | 19 juillet 1994 – 20 juillet 1999    |
| Robert Jan Goedbloed         | Parti populaire libéral et démocrate | ELDR                          | septembre 1998 – 20 juillet 1999     |
| Elly Plooij-van Gorsel       | Parti populaire libéral et démocrate | ELDR                          | 19 juillet 1994 – 20 juillet 2004    |
| Joost Lagendijk              | Gauche verte                         | Verts                         | 1er septembre 1998 – 14 juillet 2009 |
| Jessica Larive               | Parti populaire libéral et démocrate | ELDR                          | 24 juillet 1984 – 20 juillet 1999    |
| Hanja Maij-Weggen            | Appel chrétien-démocrate             | PPE                           | 19 juillet 1994 – 1er octobre 2003   |
| Alman Metten                 | Parti travailliste                   | PSE                           | 24 juillet 1984 – 20 juillet 1999    |
| Jan Mulder                   | Parti populaire libéral et démocrate | ELDR                          | 19 juillet 1994 – 14 juillet 2009    |
| Ria Oomen                    | Appel chrétien-démocrate             | PPE                           | 25 juillet 1989                      |
| Arie Oostlander              | Appel chrétien-démocrate             | PPE                           | 25 juillet 1989 – 20 juillet 2004    |
| Karla Peijs                  | Appel chrétien-démocrate             | PPE                           | 25 juillet 1989 – 27 mai 2003        |
| Peter Pex                    | Appel chrétien-démocrate             | PPE                           | 19 juillet 1994 – 20 juillet 1999    |
| Bartho Pronk                 | Appel chrétien-démocrate             | PPE                           | 20 novembre 1989 – 20 juillet 2004   |
| Maartje van Putten           | Parti travailliste                   | PSE                           | 25 juillet 1989 – 20 juillet 1999    |
| Jim Janssen van Raaij        | Appel chrétien-démocrate             | PPE                           | octobre 1986 – 20 juillet 1999       |
| Jan Sonneveld                | Appel chrétien-démocrate             | PPE                           | 25 juillet 1989 – 20 juillet 1999    |
| Wim van Velzen               | Parti travailliste                   | PSE                           | 25 juillet 1989 – 20 juillet 1999    |
| Wim van Velzen               | Appel chrétien-démocrate             | PPE                           | 19 juillet 1994 – 20 juillet 2004    |
| Gijs de Vries                | Parti populaire libéral et démocrate | ELDR                          | 24 juillet 1984 – 2 août 1998        |
| Leendert "Leen" van der Waal | Parti politique réformé              | EN/I-EN                       | 24 juillet 1984 – 2 septembre 1997   |
| Jan-Kees Wiebenga            | Parti populaire libéral et démocrate | ELDR                          | 19 juillet 1994 – octobre 2001       |
| Jan Marinus Wiersma          | Parti travailliste                   | PSE                           | 19 juillet 1994 – 14 juillet 2009    |
| Florus Wijsenbeek            | Parti populaire libéral et démocrate | ELDR                          | 24 juillet 1984 – 20 juillet 1999    |
| Source.                      |                                      |                               |                                      |